# Parque das Neblinas - Instituto Ecofuturo
O Parque das Neblinas - Instituto Ecofuturo é uma reserva ambiental situada entre os municipios de Mogi das Cruzes e Bertioga, no Estado de São Paulo. Fundado em 2004, destaca-se por ser uma área de proteção e conservação do bioma de Mata Atlântica e de sua biodiversidade. É considerado como uma zona de amortecimento do Parque Estadual da Serra do Mar. Também é reconhecido como Posto Avançado da Reserva da Biosfera da Mata Atlântica, pela UNESCO. Ainda é uma importante área de proteção das nascentes do rio Itatinga, que atravessa a Serra do Mar.
O Instituto Ecofuturo, uma instituição sem fins lucrativos, é responsável pela gestão do parque, promovendo atividades de ecoturismo, educação ambiental, pesquisa científica, manejo e restauração florestal, além da participação comunitária. Suas ações no Parque das Neblinas já foram reconhecidas por diversos prêmios nacionais de cunho ambiental. 

## História
Entre as décadas de 1940 e 1950, a área onde se localiza o Parque das Neblinas já tinha tido a sua vegetação original, a Mata Atlântica, devastada para produção de lenha e carvão vegetal a partir da queima da madeira. Este produto foi destinado inicialmente, à produção de gasogênio como alternativa de combustível durante a Segunda Guerra Mundial e, posteriomente, para alimentar a indústria siderúrgica que se implantava na Grande São Paulo. Essa vegetação foi substituída, então, pelo plantio de eucaliptos. 
Em 1955, a empresa Suzano Papel e Celulose começou a produzir estes produtos a partir de 100% de fibra de eucalipto, como uma alternativa ao uso do pinus como matéria-prima. Em 1961, essa técnica é aplicada em escala industrial pela primeira vez no Brasil, na fábrica localizada no município de Suzano, no Estado de São Paulo. Visando ampliar a produção, a empresa adquiriu o terreno no município vizinho de Mogi das Cruzes em 1966.  
Já nos anos 1990, esse terreno foi apontado pela Suzano como uma possível área destinada à conservação ambiental. Além dos talhões de eucaliptos, haviam vários fragmentos de mata nativa. Optou-se por interromper a produção madeireira pelo fato da área constituir um grande manancial, com abundância de nascentes, e por conter terrenos bastante íngremes e com solos suscetíveis à erosão.  
Para estabelecer a reserva, foi fundado o Instituto Ecofuturo em 1999. Já o Parque das Neblinas foi fundado no ano de 2004. À princípio, sua área contava com 2800 hectares. Em 2012, a Fazenda Pedra Branca foi adquirida, ampliando o parque para 6010 hectares.

## Instituto Ecofuturo
A gestão do Parque das Neblinas é feita pelo Instituto Ecofuturo, uma organização sem fins lucrativos fundada pela Suzano, com o intuito de promover a conservação das áreas naturais e do conhecimento. Fundada em 1999 e mantida pela Suzano, o Instituto atua como articulador entre sociedade civil, poder público e o setor privado. 
O Instituto facilita a realização de pesquisas científicas no bioma da Mata Atlântica incidente no Parque das Neblinas, bem como aplica programas de manejo e restauração florestal dos fragmentos de mata nativa, que hoje estão em diferentes estágios de regeneração. Outra atividade importante do Instituto são a instauração de bibliotecas comunitárias em vários Estados do Brasil. A entidade também promove um programa de educação ambiental em conjunto com escolas públicas do entorno do Parque das Neblinas, envolvendo educadores e alunos em atividades nas quais o contexto seja a integração com o ambiente natural.

## Biodiversidade

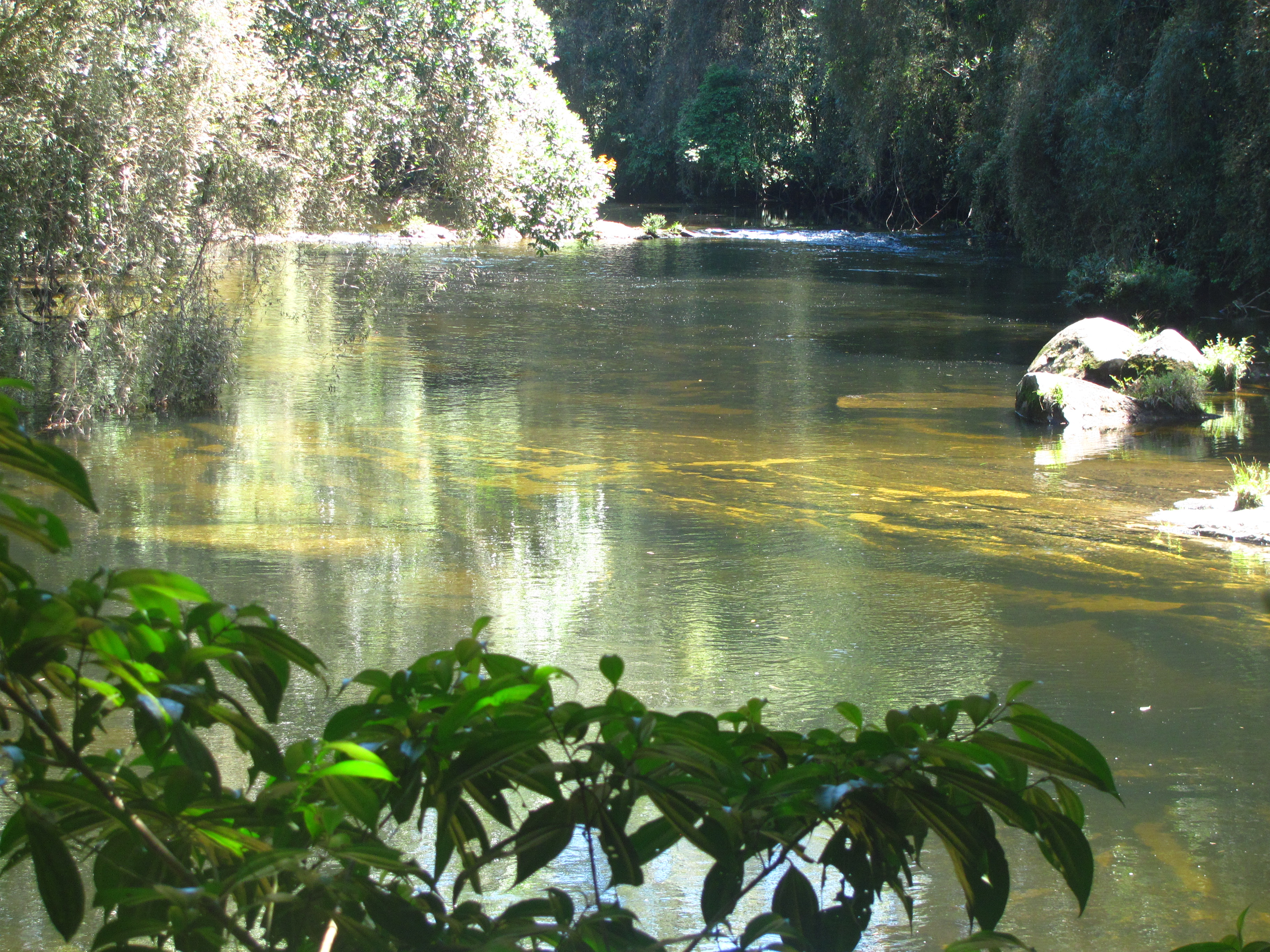
Margens do rio Itatinga, no Parque das Neblinas

O Parque é uma importante área de proteção das águas do rio Itatinga, abrangendo quase 50% de sua bacia hidrográfica e o total de 515 nascentes. Este rio é um importante curso d'água na Serra do Mar, já que abastece a Usina Hidrelétrica da Vila Itatinga, que fornece energia para o Porto de Santos. O Parque ainda conta com 15 nascentes da bacia hidrográfica do Alto Tietê.

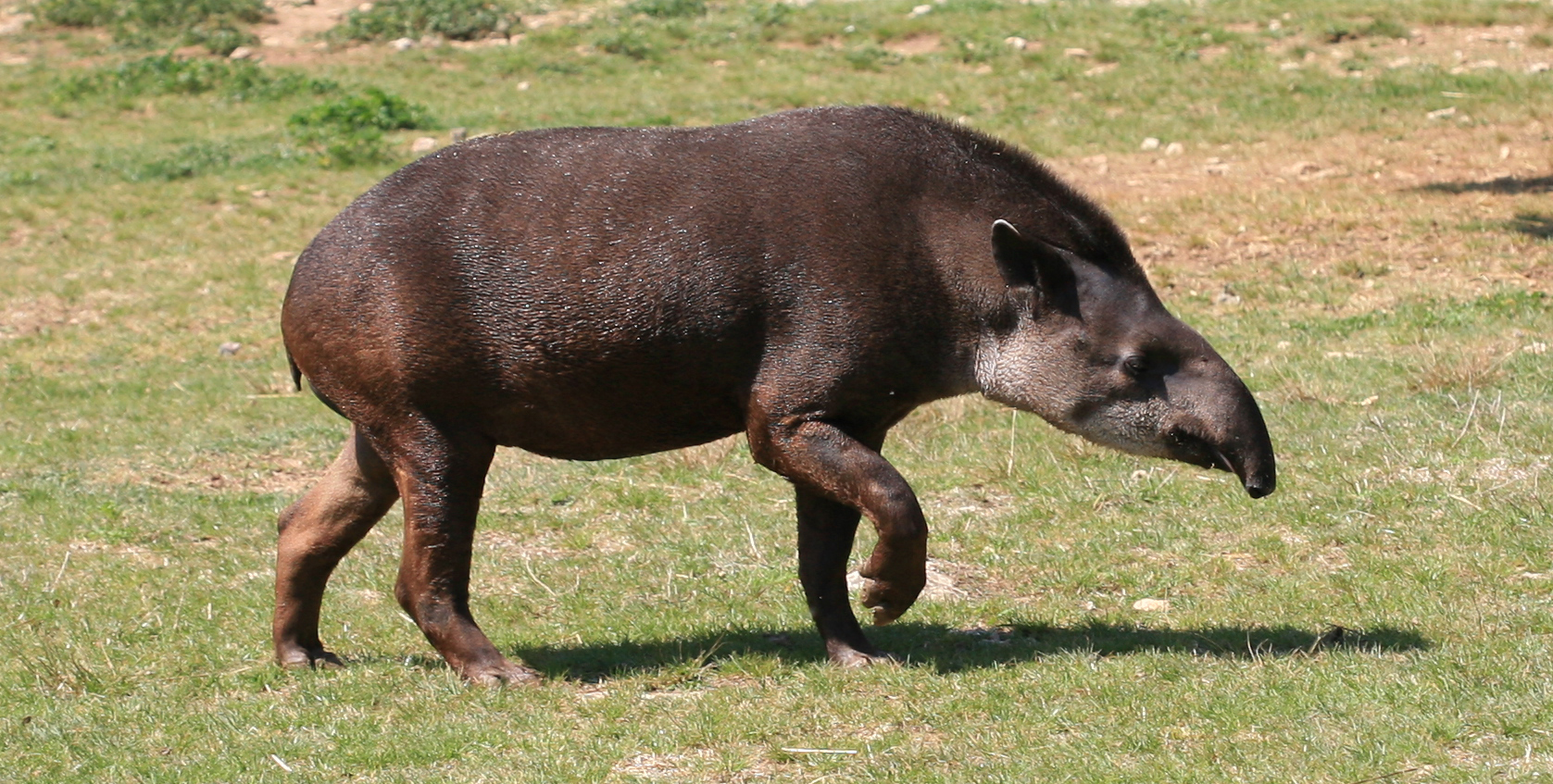
Anta, um dos mamíferos ameaçados que ocorre na área do Parque das Neblinas.

De acordo com o Instituto Ecofuturo, o Parque das Neblinas agrega 1330 espécies de fauna e flora. Deste total, a área protege 41 espécies enquadradas nas categorias Vulnerável (VU) e Em Perigo (EN) das listas brasileiras de espécies ameaçadas de extinção, sendo 19 da flora (como o palmito-juçara e a araucária) e 22 da fauna (a exemplo do primata muriqui e da anta-brasileira).
Foram identificadas no Parque das Neblinas três novas espécies de anfíbios: o sapinho da barriga-vermelha (Parateumatobius yepiranga), o sapinho da garganta-preta (Adenomera ajurauna) e o sapinho da neblina (Brachycephalus Ibitinga) .
Além de anfíbios, o Parque se destaca também pela variedade de espécies de aves, peixes, felinos, roedores, formigas, borboletas, morcegos e outros animais. 
À respeito da flora, o Parque também se destaca pela presença de microorquídeas e bromélias.

## Estrutura
O Parque possui uma série de atividades voltadas para o ecoturismo, que permitem ao visitante interagir com os elementos da Mata Atlântica. Existe uma rede de trilhas autoguiadas (nível de dificuldade fácil) e trilhas monitoradas (nível de difículdade moderado), que totalizam mais de 20 km de percurso. Há ainda atividades de canoagem com botes infláveis no rio Itatinga, uma área reservada para camping e um restaurante. Todas as atividades devem ser agendadas previamente.
A área ainda conta com um Centro de Visitantes onde são realizadas palestras e oficinas com temática ambiental.

## Programa Meu Ambiente
Desde 2010, o Parque das Neblinas promove a educação ambiental de crianças e educadores de escolas públicas de Mogi das Cruzes, Bertioga e Suzano, por meio do programa Meu Ambiente. O objetivo do programa é promover o uso do ambiente natural como espaço educador e estimular educadores, junto aos estudantes, a desenvolverem projetos nas escolas que aumentem o contato com a natureza e a conscientização ambiental. Durante esse tempo, o programa formou mais de 380 educadores, 9 mil alunos e contou com a participação de cerca de 200 escolas públicas da região.
A metodologia do programa é dividida em 5 fases. A fase 1  consiste no encontro dos educadores no Parque das Neblinas e é uma fase essencial para o professor entender a essência do contato com a natureza. Logo após, a segunda fase propõe a realização de atividades em sala de aula com os alunos, com o intuito de para prepará-los para o encontro na natureza. Na fase 3, finalmente os alunos devem começar a entrar em contato com a natureza no Parque das Neblinas, estágio em que ocorre a sensibilização desses estudantes. As fases 4 e 5 vão concluir o programa e, em um primeiro momento, os educadores vão criar um espaço com seus alunos onde esses podem expressar como foi a vivência, em seguida um novo encontro será feito apenas com os educadores na reserva onde eles poderão compartilhar suas impressões e aprendizados desse processo. 
O programa também desenvolve e-books com relatos dos projetos realizados pelos educadores nas escolas nas edições de 2021 e 2022.

## Prêmios
Como resultado de suas ações desde sua fundação, o Parque das Neblinas - Instituto Ecofuturo foi reconhecido com os seguintes prêmios:
- 2006: Prêmio Brasil Ambiental, da AMCHAM – Câmara Americana de Comércio, na categoria "Florestas pela defesa e conservação da Mata Atlântica, incentivo à pesquisa científica e integração com a comunidade de entorno";

- 2019: Prêmio Hugo Werneck de Sustentabilidade & Amor à Natureza 2019, na categoria "Melhor Exemplo em Biodiversidade";

- 2021: Prêmio Muriqui, na categoria "Pessoa Jurídica".